# Ole Günther
Ole Günther (* 11. Februar 2002 in Hamburg) ist ein deutscher Handballspieler. Der rechte Rückraumspieler spielt aktuell für den Drittligisten DHK Flensborg.

## Werdegang
Ole Günther begann seine Karriere im Alter von neun Jahren beim HSV Handball. Dort durchlief er die Jugendmannschaften und hat während seiner B-Jugendzeit bereits in der A-Jugend-Bundesliga gespielt und gelegentlich am Fördertraining mit den Profis teilgenommen.
In der A-Jugend wechselte Ole Günther dann zum THW Kiel und zog auf den THW Campus. Dort spielte er in der A-Jugend-Bundesliga und kam ebenfalls in der U23 zum Einsatz. 
Im Sommer 2021 wechselte Günther in den Kader der ersten Mannschaft von GWD Minden und spielt seitdem ebenfalls in der 3. Liga für die Grün-Weißen. Ab der Saison 2021/22 gehörte er dem Profikader von GWD Minden an. Am 28. Oktober 2021 gab er sein Erstligadebüt im Spiel gegen die TSV Hannover-Burgdorf. Ab der Saison 2023/24 stand er beim TuS N-Lübbecke in der 2. Bundesliga unter Vertrag. Im Sommer 2025 schloss er sich dem Drittligisten DHK Flensborg an.

## Privates
Neben dem Handball absolviert Ole Günther ein Fernstudium in Wirtschaftspsychologie.